# Paranapiacaba tricincta
Paranapiacaba tricincta är en skalbaggsart som först beskrevs av Thomas Say 1824.  Paranapiacaba tricincta ingår i släktet Paranapiacaba och familjen bladbaggar. Inga underarter finns listade i Catalogue of Life.